# 昆虫分類学
昆虫分類学（こんちゅうぶんるいがく、Insect taxonomy）は、昆虫の種の分類を研究する昆虫学の一分野である。

## 概要

### 目的
昆虫分類学の主な目的は、「類似している昆虫同士を他と区別しグルーピングを行って体系化すること」である。新たに発見した種や、既に発見され系統推定されていたが別のグループであるものなどを、形態情報や遺伝子による分子情報などを比較しながら種を区別し名前を与えていく。昆虫は最も多い動物であり、地球上の70 - 80％を占めると言われている。未だ続々と新種が発見されるほどに膨大な種数を持つ仲間であり、生態系において重要な存在である。新種の発見は生態系における昆虫の新たな一面を知る機会、すなわち生物多様性の理解へとつながる。

## 日本の教育・研究組織
- 北海道大学総合博物館　資料基礎研究系　昆虫体系学[1]
  - 昆虫分類学を行ってきた昆虫体系学の拠点は総合博物館に移っている。日本で最大のタイプ標本数を誇る。
- 九州大学農学部生物資源環境学科　生物資源生産科学コース／大学院生物資源環境科学府　資源生物科学専攻　昆虫学研究室[2]
- 九州大学総合研究博物館[3]
  - 400万点を超える日本最大の標本数を誇る。農学部の昆虫学研究室と博物館の持つ標本を合算すると、世界中の大学・博物館を含め昆虫標本総数では一桁の順位に入る。九州大学昆虫学研究室から，日本で最も多く昆虫学者を輩出している．
- 九州大学共創学部　共創学科／地球社会統合科学府　地球社会統合科学専攻[4]
- 愛媛大学農学部　食料生産学科　農業生産学コース／大学院農学研究科　食料生産学専攻／ミュージアム[5]
  - 新種発見の標本が多く、同大学ミュージアムは新種発見の日本の最前線。
- 神戸大学農学部生命機能科学科　環境生物学コース／大学院農学研究科　生命機能科学専攻[6][7]
  - 応用昆虫学というよりはむしろ、昆虫学そのものの研究として、昆虫生態の本質に迫る研究を実践。